# Iglesia de San Saturnino (San Sadurní)

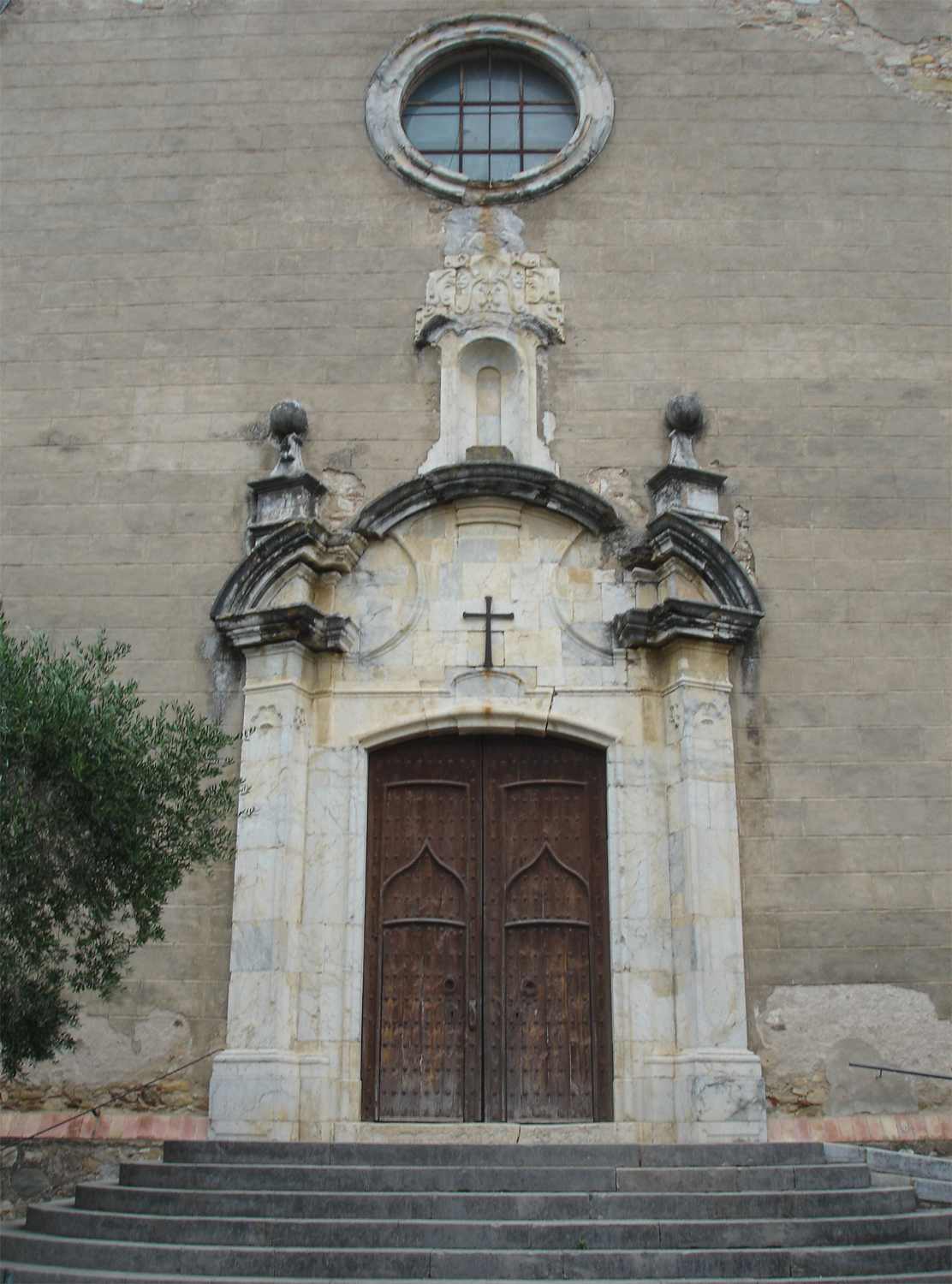
Puerta de entrada

La iglesia de San Saturnino (en catalán: església de Sant Sadurní) es un templo del municipio de Cruilles, Monells y San Sadurní, en la comarca del Bajo Ampurdán, provincia de Gerona, Cataluña, España.
Citada en el año 978, y conocida primitivamente como Sant Sadurní de Salzet, es un edificio de grandes dimensiones construido principalmente entre los años 1773 y 1777, pero que quedan indicios de su anterior estilo románico, especialmente el campanario viejo. 
Tiene una nave con capillas laterales y cabecera cuadrada. La puerta de la fachada se construyó con piedra calcárea clara y está decorada con molduras, pináculos y esferas de piedra. En el extremo norte del frontis se alza el «campanario nuevo», de planta cuadrada con arcos de medio punto. 
En la banda meridional queda una torre románica, el campanario viejo, de planta cuadrada y de 20 m de altura, que ha sido objeto de diversas reformas. Se cree que este campanario formó parte de las defensas del desaparecido castillo de San Sadurní. Se considera así, teniendo en cuenta los dos saeteras que presenta, el almenado, su notable altura y su firmeza constructiva. En la parte de levante se adivinan las arcadas románicas que daban paso al piso superior. El resto de elementos antiguos se encuentran totalmente tapados por el enlucido.
En la actualidad una de las fachadas que da a la plaza está siendo utilizada como pared de fronton y futbol/pared por parte de algunos incivicos.